# Les Lois de la nature
Albums de Gérald de Palmas
La Dernière Année
(1994) Marcher dans le sable
(2000)
Singles
1. Comme ça
Sortie : 1997
2. Mary Jane
Sortie : 1997
3. Les Lois de la nature
Sortie : 1998

Les Lois de la nature est le second album de l'auteur-compositeur-interprète vocal et instrumentiste de pop rock français réunionnais Gérald de Palmas, sorti en 1997.

## Liste des titres
| No  | Titre                 | Durée |
| --- | --------------------- | ----- |
| 1.  | Comme ça              | 4:22  |
| 2.  | Les Lois de la nature | 4:51  |
| 3.  | Mary Jane             | 4:04  |
| 4.  | La Seule qui sait     | 4:04  |
| 5.  | Ma sirène             | 4:13  |
| 6.  | Laisse-moi te dire    | 4:12  |
| 7.  | Johnny & Joe          | 4:08  |
| 8.  | Donneurs de leçons    | 4:49  |
| 9.  | La Plaine             | 3:55  |
| 10. | Six Heures            | 4:22  |
| 11. | Rester calme          | 3:42  |
| 12. | … Comme ça            | 3:06  |

## Équipe conceptrice
- Gérald de Palmas lui-même : chanteur, chœurs, basse, guitare, percussion, arrangeur, programmation ;
- Mikaël Sala : percussion, producteur exécutif ;
- Rachæl & Sarah Brown : chœurs ;
- Pascal B. Carmen : guitare ;
- Matthieu Chedid : batterie, guitare ;
- Peter Gordeno : Clavinet, Fender Rhodes, Hammond B3, Wurlitzer ;
- Andy Newmark : batterie ;
- Evert Verhees : basse ;
- David Lewis : trompette ("Comme ça") ;
- Michel Marin : saxophone ("Comme ça") ;
- Éric Boimard : assistant ingénieur du son ;
- Jérôme Kerner : assistant ingénieur du son ;
- Steve Prestage : ingénieur du son, mixage ("Rester calme") ;
- Malcolm Burn : mixage ; au "Studio Plus XXX" à Paris ;
- Jean-Baptiste Millet : assistant au mixage ;
- Greg Calbi : mastering ; masterisé à "Masterdisk", New York (USA) ;
- Brian Gardner : mastering ("Comme ça"), chez "Bernie Grundman Mastering" à Los Angeles (USA).

## Classement(s)
| Pays   | Meilleure position |
| ------ | ------------------ |
| France | 32                 |

## Note de référence
1. ↑  lescharts.com.